# Maeda Ku-1
Maeda Ku-1 je bilo majhno twin boom vojaško jadralno letalo iz 2. svetovne vojne, ki so ga uporabljale Imperialne japonske letalske sile. Največ se je uporabljalo za šolanje pilotov, kasneje ga je nadomestil Kokusai Ku-7Zgradili so okrog 100 letal Ku-1.

## Tehnične specifikacije (Ku-1)
Podatki iz ENCYKLOPEDIA UZBROJENIA
Splošne karakteristike
- Posadka: 2
- Število sedežev: 9 potnikov
- Dolžina: 9,36 m (30,7 ft)
- Razpon kril: 17 m (56 ft)
- Višina:  ()
- Površina kril: 30,1 m² (324 ft)
- Teža praznega letala: 700 kg (1540 lb)
- Naložena teža: 1300 kg (2900 lb)
- Uporaben tovor: 600 kg (1300 lb)

 Zmogljivost 
- Neprekoračljiva hitrost: 178 km/h (97 vozlov, 111 mph)
- Potovalna hitrost: 130 km/h (70 vozlov, 81 mph)